# The Cask of Amontillado
The Cask of Amontillado (Het vat Amontillado) is een werk van de Amerikaanse schrijver Edgar Allan Poe, gepubliceerd in november 1846. The Cask of Amontillado is een van zijn bekendste werken.

## Het verhaal
Het gaat over een carnavalsfeest ergens in de 19e eeuw. Montresor, het hoofdpersonage, is vastberaden om Fortunato, een goedlachse maar lichtelijk naïeve man, te vermoorden. Dit is omdat Fortunato Montresor in het openbaar heeft beledigd. Een normaal mens zou misschien niet zo lichtgeraakt reageren maar Montresor neemt de belediging wel degelijk serieus. Hij lokt Fortunato mee naar zijn kelder, met de list dat hij eens mag proeven van een vat Amontillado. Maar eenmaal daar aangekomen blijkt er helemaal geen vat te zijn. Montresor grijpt Fortunato vast en ketent hem vast aan een nis in de muur. Montresor gaat weg maar metselt nog rap de nis voor de ogen van Fortunato dicht.